# L'Anunciació (Mestre de la Seu d'Urgell)
L'Anunciació  és un quadre del Mestre de la Seu d'Urgell, pintat cap a 1490, que actualment forma part de la col·lecció permanent del Museu Nacional d'Art de Catalunya.

## Descripció
Representa el tema de l'anunciació, que s'esdevé a l'interior d'una casa. Ell lliri, símbol de la puresa de Maria es troba en un gerro, a l'esquerra. L'arcàngel Gabriel porta el filacteri amb les paraules que va pronunciar i fa el gest de l'eloqüència. Apareix també el colom blanc, símbol de l'Esperit Sant. En aquesta obra hi ha un sistema de construcció de l'espai pictòric que introdueix, per primera vegada a Catalunya, unes determinades convencions espacials fonamentades en la lectura de la invenció de Brunelleschi. L'autor va destacar certs detalls amb pa d'or.
L'obra probablement formava part del mateix retaule que el sant Jeroni penitent. El pintor reconstrueix el model de la caixa espacial per traçar les ortogonals que convergeixen en un mateix punt de fuga. La incorporació d'aquest recurs metodològic, però, no s'aplica a tot el conjunt de la taula.